# ジョナサン・アパレシド・ダ・シルバ
ジョナサン・ゴイアーノ（Johnathan Goiano）ことジョナサン・アパレシド・ダ・シルバ（ポルトガル語: Johnathan Aparecido da Silva、1990年3月29日 - ）は、ブラジルのサッカー選手。ポジションはフォワード。
Kリーグ時代の登録名はジョナタン（ハングル: 조나탄）。
水原三星ブルーウィングスでプレーしていた時には、当時ユヴェントスのスター選手だったクリスティアーノ・ロナウドに似ていたことから、"水原のロナウド"と呼ばれていた。

## タイトル

### クラブ
水原三星ブルーウィングス
- FAカップ (1) : 2016

### 個人
- Kリーグチャレンジ最優秀選手賞 : 2015
- Kリーグチャレンジベストイレブン : 2015
- Kリーグクラシックベストイレブン : 2017
- Kリーグ得点王: 2017